# Манстер Тауншип (округ Кембрія, Пенсільванія)
Манстер Тауншип (англ. Munster Township) — селище (англ. township) в США, в окрузі Кембрія штату Пенсільванія. Населення — 653 особи (2020).

## Демографія
Згідно з переписом 2010 року, у селищі мешкало 690 осіб у 259 домогосподарствах у складі 192 родин. Було 270 помешкань
Расовий склад населення:
| - 99,1 % — білих - 0,1 % — корінних американців - 0,1 % — чорних або афроамериканців |

До двох чи більше рас належало 0,4 %. Частка іспаномовних становила 0,3 % від усіх жителів.
За віковим діапазоном населення розподілялося таким чином: 24,3 % — особи молодші 18 років, 60,9 % — особи у віці 18—64 років, 14,8 % — особи у віці 65 років та старші. Медіана віку мешканця становила 41,4 року. На 100 осіб жіночої статі у селищі припадало 97,7 чоловіків;  на 100 жінок у віці від 18 років та старших — 97,7 чоловіків також старших 18 років.
Середній дохід на одне домашнє господарство  становив 68 468 доларів США (медіана — 59 688), а середній дохід на одну сім'ю — 77 691 долар (медіана — 72 292). Медіана доходів становила 56 429 доларів для чоловіків та 37 083 долари для жінок. За межею бідності перебувало 10,7 % осіб, у тому числі 20,7 % дітей у віці до 18 років та 11,2 % осіб у віці 65 років та старших.
Цивільне працевлаштоване населення становило 300 осіб. Основні галузі зайнятості: освіта, охорона здоров'я та соціальна допомога — 23,0 %, виробництво — 12,7 %, роздрібна торгівля — 12,0 %.